# Arthur Cabral
Arthur Mendonça Cabral (Campina Grande, 25 de abril de 1998) é um futebolista brasileiro que atua como centroavante. Atualmente joga pelo Botafogo.

## Carreira

### Ceará
O atacante começou a sua carreira jogando nas categorias de base do Ceará. Subiu ao elenco principal em 2015, porém só atuou em uma partida, ao entrar no segundo tempo contra o Tupi, em partida válida pela Copa do Brasil. Nos acréscimos da partida, o atacante marcou o gol da vitória e, consequentemente, classificou o clube à fase seguinte do torneio nacional.

#### 2017
Voltou a atuar pelo time principal em 2017, quando fez 22 partidas e 5 gols. 

#### 2018
Já em 2018, Arthur fez 55 jogos e 24 gols. Nesse ano, Arthur foi indicado à seleção do Campeonato Cearense, foi o artilheiro da Copa do Nordeste com 5 gols e foi um dos destaques da reação do Ceará no Campeonato Brasileiro com o técnico Lisca, quando o time saiu da 10ª rodada na última colocação com apenas 3 pontos e terminou a competição na 15ª posição com 44 pontos.

### Palmeiras
No dia 30 de novembro de 2018, o Alviverde anunciou a contratação do centroavante por cinco anos, por um valor de R$ 5,5 milhões por 50% dos direitos do atleta.
Arthur disputou 5 jogos e fez 1 gol no empate contra o Novorizontino, válido pelas quartas de final do Campeonato Paulista de Futebol de 2019. 

### Basel

#### 2019–20
Na metade da temporada, em 30 de agosto de 2019, Arthur foi emprestado ao Basel, da Suíça, por um ano, com opção de compra, onde o jogador teria que chegar a marca de 12 gols para ser contratado pelo time Suíço.
Ele fez sua estreia pela equipe na partida da Copa da Suíça em 15 de setembro, fora de casa contra o FC Meyrin de nível inferior e foi substituído após 74 minutos, quando o Basel venceu por 3-0 para avançar para a próxima fase. Na sua atuação seguinte, válida pelas quartas de final da mesma competição, o atacante marcou um doblete, com direito a um gol de bicicleta, contra o Lausanne-Sport em uma vitória apertada na prorrogação por 3-2. Contudo, o atleta se infectou com COVID-19 e não pôde jogar a fase final da copa. Seu clube foi derrotado na grande final contra o BSC Young Boys por 2-1.
Cabral marcou seu primeiro gol pelo novo clube no Campeonato Suíço, em 25 de setembro, quando o Basel venceu por 4 a 0 em casa contra o Zurique. O brasileiro, na partida seguinte da competição, voltou a performar um grande futebol, pois aplicou dois gols contra o FC Luzern em um vitória por 3-0.
Em performance individual, Arthur foi muito consistente na competição. O atacante havia estufado as redes 14 vezes em 26 jogos, caindo rapidamente nas graças da torcida e se firmando de vez em solo europeu mesmo que muito precocemente. O clube, no entanto, terminou em 3º colocado e não garantiu nenhum troféu na temporada.
Ele jogou sua primeira partida na fase de grupos da UEFA Europa League 2019-20 em 19 de setembro, quando o Basel venceu por 5-0 em casa em St. Jakob-Park contra o time russo Krasnodar.  No decorrer da competição, Cabral marcou dois gols: um contra o Getafe (na fase de grupos) e outro contra o APOEL. Contudo, o time foi eliminado nas quartas de final após serem goleados, de 4-1, pelo Shakhtar Donetsk em jogo único por conta as medidas feitas pela UEFA em relação a Pandemia de COVID-19.
Após 38 jogos e 18 gols marcados, em 29 de junho de 2020, o Basel, comprou os direitos econômicos de Arthur por 4,4 milhões de euros, assinando contrato até 2023.

#### 2020–21
Em sua segunda temporada em solo Suíço, Arthur Cabral conseguiu superar ainda mais suas marcas feitas na temporada anterior. O atleta, em março de 2021, já era o brasileiro com mais gols na Europa.
Arthur conseguiu balançar as redes duas vezes nos Play-offs da Europa League, mas seu time não avançou às Fase de Grupos, pois foi derrotada na partida final. O time também foi eliminado precocemente na Copa da Suíça e terminou a época sem nenhum título.
| “                                                | Vivi uma temporada muito boa, acho que a melhor da minha carreira individualmente falando. Consegui ser constante, marcar gols durante toda a temporada e, por isso, terminei nessa artilharia brasileira. Infelizmente, coletivamente não foi um bom ano pra gente, não conseguimos nosso objetivo principal que é sempre disputar o título da Liga Suíça. Tivemos um início irregular, e isso acabou nos deixando pra trás na tabela, e depois foi difícil buscar. | ” |
| — Arthur Cabral sobre sua temporada com o Basel. | |   |

#### 2021–22
Em sua última temporada pelo clube Suíço, Arthur novamente balançou as redes demasiadas vezes, mas sem conquistar nenhum título. O craque marcou 14 vezes em 18 partidas de Liga Suíça, incluindo um impressionante Poker-trick, isto é, 4 gols em um jogo, contra o Servette FC na 3ª rodada da Liga.
Outro momento esplêndido de Cabral foi na estreia dele na Liga Conferência Europa da UEFA de 2021–22. O atleta conseguiu balançar as redes em todas as partidas de play-offs, sendo peça fundamental para o clube ganhar vaga à Fase de Grupos. Lá, Arthur novamente surpreendeu marcando 5 gols em 6 jogos.
Sua temporada até então, marcando 27 gols em 31 partidas, fez com que outras equipes buscassem contratá-lo. Pelo Basel, Arthur disputou 106 jogos e anotou 65 gols e 12 assistências, sendo eleito o melhor jogador do futebol Suíço de 2021, além de fazer parte do time do torneio ao fim da temporada.

### Fiorentina
No dia 28 de janeiro de 2022, Arthur Cabral foi anunciado oficialmente aos torcedores da Fiorentina. A transação girou em torno de 14 milhões de euros. Ele fez sua estreia jogando na derrota em casa contra a Lazio.  Em 26 de fevereiro, marcou o primeiro gol na derrota para o Sassuolo, por 2 a 1.
Arthur só marcou dois gols na Serie A daquela temporada, e estacionou na semifinal da Coppa Italia quando perderam para Juventus. Todavia, essa ainda foi sua melhor temporada individual até o momento. O atacante fizera 29 gols em 47 jogos, contando com ambas as equipes que atuou na época.

#### 2022–23
Em sua segunda temporada pelo clube italiano, o jogador quase conquistou um título em duas oportunidades. Pela Coppa Italia, a Fiorentina conseguiu ir até a final, mas alcançaram somente o vice-campeonato quando foram superados pela Internazionale na partida decisiva.
Na Liga Conferência Europa da UEFA de 2022–23, Arthur conseguiu, novamente, um desempenho exemplar. A equipe conseguiu avançar de fase até a final, mas foram derrotados para o West Ham pelo mesmo placar da Coppa Italia: 2-1. Porém, apesar de não conquistar troféus novamente, Cabral foi condecorado como artilheiro da competição com 7 gols marcados. Somado com seus tentos da competição anterior, o brasileiro tornou-se o maior artilheiro da história da Liga Conferência.
Pela Serie A, a Fiorentina conquistou a modesta 8ª colocação, com o atacante balançando a rede em 8 partidas em 28 oportunidades.
Ao fim da temporada 2022-23, Arthur deixou a Viola, onde ao todo, jogou 64 partidas, com 19 gols e quatro assistências.

### Benfica

#### 2023–24
O Benfica anunciou Arthur Cabral no dia 10 de agosto de 2023. O Encarnado fechou negócio por cerca 20 milhões de euros (R$ 107 milhões). Além do valor fixo, o time lisboeta poderá pagar mais 5 milhões de euros (R$ 26 milhões) em bônus.
No clube português, Arthur encontrava dificuldades de se adaptar ao estilo de jogo de Roger Schmidt. O primeiro gol do jogador aconteceu somente dois meses após sua estreia, contra o Sport Clube Lusitânia, pela Taça de Portugal de 2023–24.
Na Primeira Liga, o atacante só balançou as redes pela primeira vez na 15ª rodada, contra o Famalicão. E, na virada de 2023 para 2024, recebeu um compatriota para disputar posição com ele no elenco Encarnado: Marcos Leonardo havia chegado no time e marcou um gol em sua estreia, substituindo o próprio Arthur na 17ª rodada.
Ainda em sua primeira temporada com o clube português, Cabral envolveu-se em uma polêmica com a torcida. Na 13ª rodada da Primeira Liga, o time havia empatado em 1–1 e o atacante fez um gesto obsceno aos adeptos de seu próprio clube. O gesto viralizou nas redes sociais e o brasileiro pediu desculpas pelo ato. Na partida seguinte, válida pela Fase de Grupos da Liga dos Campeões, ele estufou as redes contra o Red Bull Salzburg e ajudou a equipe a ganhar de 3-1. Todavia, esse foi o seu único gol na competição, já que o time não conquistou vaga à próxima fase.
Cabral terminou seu debut com o Benfica com 11 gols em 43 partidas, mas não chegou a conquistar nenhum troféu nessa época.

#### 2024–25
Após o ano pouco estável, Cabral tornou-se maioritariamente reserva da equipe vermelha. Em 34 partidas na época, não completou os 90 minutos nenhuma vez, mas marcou sete gols em tais partidas; incluindo um tento diante o AS Monaco na Liga dos Campeões da UEFA de 2024–25.
Nessa temporada, vencera seu primeiro título em solo europeu: a Taça da Liga de 2024–25. Ele tivera mais destaque na Taça de Portugal de 2024–25, pois marcou quatro gols em cinco partidas. Porém, como na Taça da Liga, deixou de jogar a final diante o Sporting. Os Leões, dessa vez, sobressaíram perante os Encarnados e levantaram o troféu tradicional.
Ao fim da época, o brasileiro atingiu a marca de 18 gols e cinco assistências em 77 partidas pelo Benfica. Sua baixa utilização fez com que o centroavante buscasse uma nova equipe assim que pudera negociar com outros clubes. Cabral também fizera, ao todo, 102 gols em solo europeu.

### Botafogo
Em 8 de junho de 2025, Arthur Cabral foi anunciado como novo jogador do Botafogo.

## Seleção Brasileira

### Sub-23
Foi convocado para a Seleção Olímpica no dia 16 de agosto de 2019, para dois amistosos contra o Chile e a Colômbia.

### Profissional
Foi convocado por Tite para a Seleção Brasileira de Futebol no dia 1 de outubro de 2021, para realização de rodada tripla de jogos válidos pelas Eliminatórias da Copa do Mundo FIFA de 2022, substituindo Matheus Cunha, cortado por lesão.

## Estatísticas
Atualizado em 2 de março de 2022.

### Clubes
| Clube             | Temporada         | Campeonato nacional | Campeonato nacional | Campeonato nacional | Copa nacional[a] | Copa nacional[a] | Copa nacional[a] | Competições continentais[b] | Competições continentais[b] | Competições continentais[b] | Outros torneios[c] | Outros torneios[c] | Outros torneios[c] | Total | Total | Total   |
| Clube             | Temporada         | Jogos               | Gols                | Assist.             | Jogos            | Gols             | Assist.          | Jogos                       | Gols                        | Assist.                     | Jogos              | Gols               | Assist.            | Jogos | Gols  | Assist. |
| ----------------- | ----------------- | ------------------- | ------------------- | ------------------- | ---------------- | ---------------- | ---------------- | --------------------------- | --------------------------- | --------------------------- | ------------------ | ------------------ | ------------------ | ----- | ----- | ------- |
| Ceará             | 2015              | 1                   | 0                   | 0                   | 2                | 1                | 0                | —                           | —                           | —                           | 0                  | 0                  | 0                  | 3     | 1     | 0       |
| Ceará             | 2016              | 0                   | 0                   | 0                   | 0                | 0                | 0                | —                           | —                           | —                           | 0                  | 0                  | 0                  | 0     | 0     | 0       |
| Ceará             | 2017              | 16                  | 4                   | 0                   | 1                | 0                | 0                | —                           | —                           | —                           | 5                  | 1                  | 0                  | 22    | 5     | 0       |
| Ceará             | 2018              | 31                  | 7                   | 2                   | 4                | 1                | 1                | —                           | —                           | —                           | 20                 | 16                 | 3                  | 55    | 24    | 6       |
| Ceará             | Total             | 48                  | 11                  | 2                   | 7                | 2                | 1                | 0                           | 0                           | 0                           | 25                 | 17                 | 3                  | 80    | 30    | 6       |
| Palmeiras         | 2019              | 1                   | 0                   | 0                   | 1                | 0                | 0                | 1                           | 0                           | 0                           | 2                  | 1                  | 0                  | 5     | 1     | 0       |
| Palmeiras         | Total             | 1                   | 0                   | 0                   | 1                | 0                | 0                | 1                           | 0                           | 0                           | 2                  | 1                  | 0                  | 5     | 1     | 0       |
| Basel             | 2019–20           | 26                  | 14                  | 4                   | 2                | 2                | 0                | 11                          | 2                           | 0                           | —                  | —                  | —                  | 39    | 18    | 4       |
| Basel             | 2020–21           | 33                  | 18                  | 0                   | 0                | 0                | 0                | 3                           | 2                           | 0                           | —                  | —                  | —                  | 36    | 20    | 0       |
| Basel             | 2021–22           | 18                  | 14                  | 4                   | 1                | 0                | 0                | 12                          | 13                          | 4                           | 0                  | 0                  | 0                  | 31    | 27    | 8       |
| Basel             | Total             | 77                  | 46                  | 8                   | 3                | 2                | 0                | 26                          | 17                          | 4                           | —                  | —                  | —                  | 106   | 65    | 12      |
| Fiorentina        | 2021–22           | 3                   | 1                   | 1                   | 1                | 0                | 0                | 0                           | 0                           | 0                           | 0                  | 0                  | 0                  | 4     | 1     | 1       |
| Fiorentina        | Total             | 3                   | 1                   | 1                   | 1                | 0                | 0                | 0                           | 0                           | 0                           | 0                  | 0                  | 0                  | 4     | 1     | 1       |
| Total na carreira | Total na carreira | 92                  | 58                  | 10                  | 12               | 4                | 2                | 27                          | 17                          | 4                           | 27                 | 18                 | 3                  | 195   | 97    | 19      |

- a. ^ Jogos da Copa do Brasil
- b. ^ Jogos da Copa Sul-Americana
- c. ^ Jogos do Campeonato Cearense, Copa Fares Lopes e Campeonato Paulista

### Seleção Brasileira

#### Sub-23
| Ano   | Jogos | Gols | Assist. |
| ----- | ----- | ---- | ------- |
| 2019  | 1     | 0    | 0       |
| Total | 1     | 0    | 0       |

#### Seleção Brasileira (total)
| Ano   | Jogos | Gols | Assist. |
| ----- | ----- | ---- | ------- |
| 2019  | 1     | 0    | 0       |
| Total | 1     | 0    | 0       |

Expanda a caixa de informações para conferir todos os jogos deste jogador, pela sua seleção nacional.
| [Esconder] | Data                  | Local               | Resultado | Adversário | Gol(s) | Assist. | Competição |
| ---------- | --------------------- | ------------------- | --------- | ---------- | ------ | ------- | ---------- |
| 2.         | 9 de setembro de 2019 | Pacaembu, São Paulo | 3–1       | Chile      | 0      | 0       | Amistoso   |

## Títulos
Ceará
- Campeonato Cearense: 2017 e 2018

Benfica
- Taça da Liga: 2024–25

Prêmios individuais
- Seleção do Campeonato Cearense: 2018
- Seleção do Ano do futebol cearense - Troféu Flávio Ponte: 2018
- Melhor jogador da Super Liga Suíça: 2020–21
- Time da temporada da Super Liga Suíça: 2020–21, 2021–22[49]

Artilharias
- Copa do Nordeste: 2018 (5 gols)
- Qualificatórias da Liga Conferência Europa da UEFA: 2021–22 (8 gols)